# Bistum Hamilton in Bermuda
Das Bistum Hamilton in Bermuda (lat.: Dioecesis Hamiltonensis in Bermuda) ist eine römisch-katholische Diözese mit Sitz in Hamilton auf Bermuda, einem Britischen Überseegebiet im Atlantischen Ozean.

## Geschichte
Papst Pius XII. errichtete am 19. Februar 1953 mit Flächen des Erzbistums Halifax die Apostolische Präfektur der Bermuda-Inseln. Diese wurde am 28. Januar 1956 Apostolischen Vikariat der Bermuda-Inseln und am 12. Juni 1967 zum Bistum Hamilton in Bermuda erhoben. Die Patronin des Bistums ist Therese von Lisieux.

## Ordinarien

### Apostolischer Präfektder Bermuda-Inseln
- Robert Stephen Dehler CR (1954 – 28. Januar 1956)

### Apostolischer Vikarder Bermuda-Inseln
- Robert Stephen Dehler CR (28. Januar 1956 – 26. August 1966, gestorben)

### Bischöfevon Hamilton in Bermuda
- Bernard James Murphy CR (12. Juni 1967 – 22. Mai 1974, gestorben)
- Brian Leo John Hennessy CR (28. Februar 1975 – 1. Juni 1995, zurückgezogen)
- Robert Kurtz CR (1. Juni 1995 – 13. Juni 2015)
- Wiesław Śpiewak CR (seit dem 13. Juni 2015)